# Сем и Кет
Сем и Кет (енгл. Sam & Cat) америчка је ТВ комедија ситуације, створена од стране Дена Шнајдера. Главне улоге су тумачили Џенет Макурди, Аријана Гранде и Камерон Окасио. Серија је премијерно емитована од 8. јуна 2013. до 17. јула 2014. године на Никелодиону, у једној сезони састављеној од 36 епизода. Ово је спин-оф серија Ај Карли и Викторијус. Серију је продуцирао студио Никелодион продакшнс у сарадњи са компанијом Шнајдерс бејкри.
Серија приказује живот Сем Пакет (Џенет Макурди), која се након завршетка своје веб-емисије — Ај Карли вози мотором по САД, без одређеног циља. Успут, кадау прави паузу у Холивуду, Сем упознаје Кет Валентајн (Аријана Гранде), са којом се спријатељује и касније постаје њена цимерка. Да би финансирали свој заједнички живот пун авантура, обе почињу да раде као дадиље, иако су у потпуности супротне. Сем је равнодушна и насилнички настројена, док је Кет брижна и наивна тинејџерка.
У Србији, Црној Гори, Републици Српској и Македонији серија је премијерно приказана 16. фебруара 2014. године на каналу Никелодион, синхронизована на српски језик. Синхронизацију је радио студио Голд диги нет. Уводна шпица није синхронизована. Српска синхронизација нема ДВД издања.

## Радња
Сем Пакет која је заједно са Карли Шеј водила познати блог Ај Карли долази у Лос Анђелес јер се њена најбоља другарица Карли преселила у Италију. Упознаје Кет и заједно настављају бизнис Кетине Ноне чување деце јер се Нона преселила у старачки дом. Сем постаје Кетина цимерка.

## Епизоде
| Сезона | Сезона | Епизоде | Премијерно приказивање (САД) | Премијерно приказивање (САД) | Премијерно приказивање (Србија) | Премијерно приказивање (Србија) |
| Сезона | Сезона | Епизоде | Прва епизода                 | Последња епизода             | Прва епизода                    | Последња епизода                |
| ------ | ------ | ------- | ---------------------------- | ---------------------------- | ------------------------------- | ------------------------------- |
|        | 1      | 36      | 8. јун 2013.                 | 17. јул 2014.                | 16. фебруар 2014.               | 11. октобар 2015.               |

## Ликови

### Главни ликови
- Сем Пакет је тинејџерка из Сијетла која је водила интернет блог са својом најбољом другарицом Карли. Међутим Карли се сели у Италију па Сем одлучује да путује светом на свом мотоциклу и решава да ту направи паузу. Упознаје девојку по имену Кет која је случајно упала у камион са ђубретом. Сем јој је помогла да изађе из па јој је Кет као захвалност дала да преспава код ње. Међутим игром случајева Кетина бака са којом је живела одлучује да се пресели у старачки дом па Сем остаје у Лос Анђелесу и постаје Кетина цимерка. Заједно са Кет покреће бизнис чувања деце, који је пре њих радила Кетина бака. Сем је у овом серијалу много зрелија него у Сем и Кет. Воли да једе и никад јој није доста хране. Добра је у лагању, и уме да се избори за себе чим нешто жели брзо успе то добије.
- Кет Валентајн је тинејџерка из Лос Анђелеса која иде у Уметничку Школу "Холивуд Артс". Након што су се њени родитељи преселили она живи са својом баком коју воли да зове Нона. Помажући детету да пронађе своју мачку, Кет случајно упада у контејнер који убрзо односи ђубретарски камион. Девојка по имену Сем то примећује и спашава је из камиона. У знак захвалности Кет јој даје да преноћи код ње кући. Кетина Нона одлучује да се сели у старачки дом па Сем постаје Кетина цимерка. Заједно започињу бизнис чувања деце. Кет је иначе увек радосна и често не разуме ствари. Омиљена храна јој је библ (врста кокица). Њена симпатија је тинејџер Роби Шапиро, чудан момак из њене школе.
- Дајс Корлеоне је момак из Лос Анђелеса који живи близу Сем и Кет. Он је кул момак са лепом коврџавом косом. Воли да продаје ствари и да склапа послове. Не само да је кул него је и у тешким ситуацијама сабран. Постаје пријатељ са Кет кад се она сели код Ноне, а са Сем кад се она доселила у Лос Анђелес. Често помаже Сем и Кет у бејбиситингу. Његов најбољи пријатељ је Гумер кога упознаје у ММА клубу. Дајс је модел за косу.

### Споредни ликови
- Нона је Кетина бака која воли да је зову Нона. Живела је у стану са својом унуком Кет док није одлучила да се пресели у старачки дом. Она је пре свог пресељења у старачки дом била Дадиља, па су њен посао наследиле Сем и Кет. Брижна је и добро обавља кућне послове попут кувања и прања веша. Иако није покушава да буде што модернија и савременија.
- Гумер је двадесет-седмогодишњак који воли да се дружи са Сем, Кет и поготово Дајсом који му је најбољи друг. Он је борац у ММА клубу. Дајс му није само најбољи пријатељ већ му је и менаџер у ММА каријери. Иако је одрастао уопште се не понаша тако, заправо се понаша као дете које не зна много ствари. Понекад уме да буде много осећајан и да плаче и за најмање ситнице.
- Ренди је дечак који се често појављује у епизодама као споредни лик иако нема важну улогу. Мисли да је згодан и популаран што уопште није тачно.
- Херб је човек који делује као бескућник, али је у ствари врло богат. Ни он није важан лик.
- Гвен и Руби су сестре из Енглеске које су чувале Сем и Кет. Њих две мрзе Сем и Кет и покушавају да их међусобно посвађају што и успева, али и Сем и Кет схватају шта се дешава па се освећују Гвен и Руби.

## Улоге
| Име лика      | Глумац/ица     | Српски глас          |
| ------------- | -------------- | -------------------- |
| Кет Валентајн | Аријана Гранде | Ана Мандић           |
| Сем Пакет     | Џенет Макурди  | Михаела Стаменковић  |
| Дајс Корлеоне | Камерон Окасио | Немања Живковић      |
| Нона          | Маре Четам     | Наташа Аксентијевић  |
| Гумер         | Зоран Корач    | Милош Дашић          |
| Ренди         | Ник Гор        | Никола Тодоровић     |
| Херб          | Рони Кларк     | Бранислав Јевтић     |
| Гвен          | Софија Грејс   | Ивана Тењовић        |
| Руби          | Рози Грејс     | Тиња Дамњановић      |
| Џејд Вест     | Елизабет Гилис | Јелена Стојиљковић   |
| Роби Шапиро   | Мет Бенет      | Владимир Нићифоровић |
| Фреди Бенсон  | Натан Крес     | Милан Антонић        |

## Продукција
У августу 2012. Никелодион је објавио да ће Ден Шнајдер створити спин-оф серија Ај Карли и Викторијус који ће се звати Сем и Кет. У новембру исте године је најављено да ће серија имати 20 епизода, а да је премијера планирана за 2013 годину. Производња је започела у јануару 2013, а 8. јуна 2013. серија је премијерно приказана у Сједињеним Америчким Државама. Никелодион је 11. јула удвостручио сезону са планираних 20 на 40 епизода. Снимање је требало да се настави почетком септембра 2013. како би се завршила друга половина прве сезоне.
Шнајдер је планирао да премијера буде 23. марта 2013, након доделе „Награде по избору деце”, међутим Никелодион је намеравао да емисија дебитује на јесен. Две главне глумице, Џенет Макурди и Аријана Гранде, 18. априла 2013. године су на Твитеру објавиле да ће премијера бити у јуну.
Никелодион је 2. априла 2014. објавио да је снимање серије паузирано, а 13. јула исте године да ће последња епизода бити „#GettinWiggy”, која је емитована четири дана касније. То је последица расправа између Макурдијеве и мреже, успона Аријанине музичке каријере и жеље обе глумице да пређу на друге пројекте.